# Burgstall Muschenheim
Der Burgstall Muschenheim, neuzeitlich auch als Burg im Wiesengrund an der Wetter bezeichnet, ist eine abgegangene Wasserburg am Südrand von Muschenheim, einem Stadtteil von Lich im Landkreis Gießen in Hessen.

## Geografische Lage
Die Wasserburg lag am südlichen Ortsrand in einem Wiesengrund der nahe gelegenen Wetter. Von der abgebrochenen Burg ist heute fast nichts mehr zu sehen, da das Burggelände größtenteils überbaut wurde. Der heutige Burgstall beinhaltet noch einen Gewölbekeller. Der Keller ist in Privatbesitz und liegt in der Hessengasse 33 vor einem Nebengebäude des Nachbarhauses.

## Geschichte

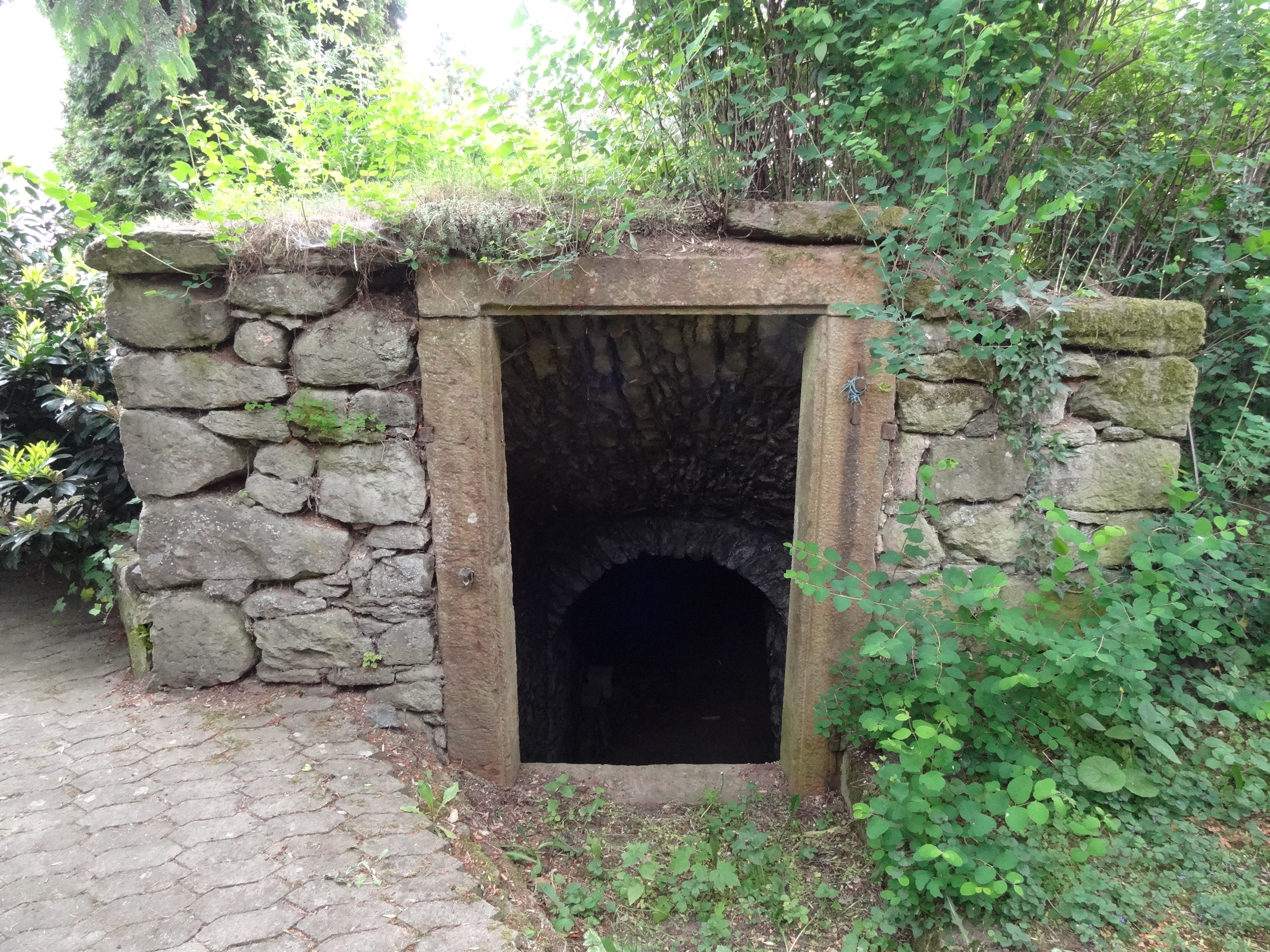
Eingangsportal zum Gewölbekeller

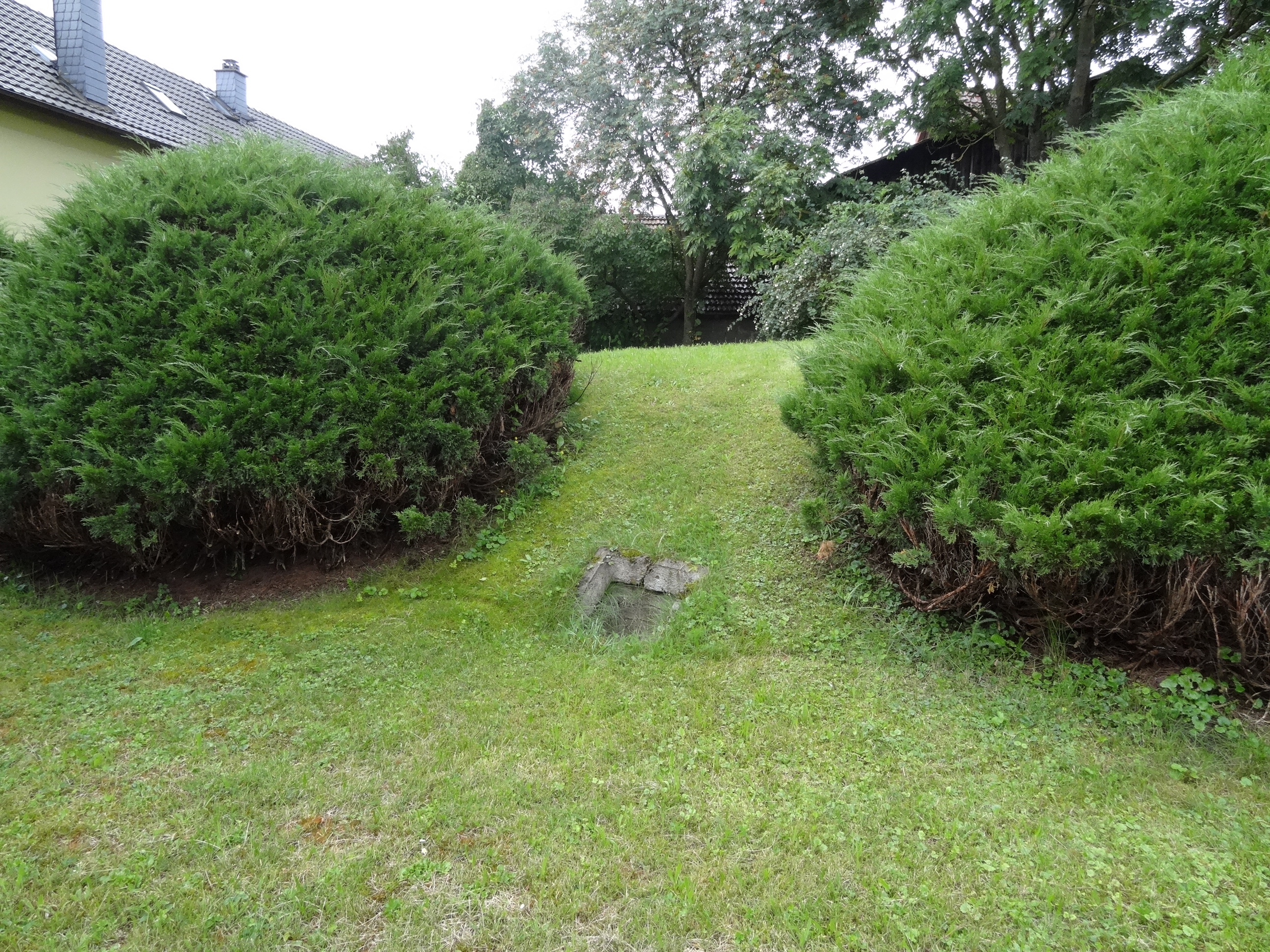
Der Hügel mit dem Keller

Ob die ehemalige Wasserburg von den von Muschenheim erbaut wurde, ist nicht bekannt. Die von Muschenheim waren vermutlich Dienstmänner der Lehensherren des Ortes Muschenheim. Dieser war Allodialgut der Herren von Hagen und Arnsburg, kam im Erbe an die Münzenberger, später an die Herren von Falkenstein und 1423 an die Grafen von Solms-Braunfels. Die Muschenheimer waren 1198 mit Brunward und Siegfried erstmals urkundlich, besaßen im Ort den sogenannten Entenhof (1324 „in deme ende hobe“) und starben um 1685 aus. 1314 siegelte ein Conrad von Muschenheim in den Urkunden des nahen Klosters Arnsburg. Eine Tochter Dammos von Muschenheim-Burkhardsfelden, Dammos war mindestens seit 1322 im Ort wohnhaft, heiratete 1334 Kraft von Bellersheim. Dieser wird mit seinem Bruder Johann von Bellersheim als Besitzer der Burg im Wiesengrund an der Wetter angesprochen. 1382 wird ein Richard von Muschenheim erwähnt.
Seit dem 14. Jahrhundert besaß eine Linie derer von Bellersheim die Burg. Über die weitere Burggeschichte ist nichts näheres bekannt. 1818 verzog der letzte Bellersheimer Besitzer, Carl Friedrich Philipp von Bellersheim, nach Münzenberg, wo er neun Jahre später verstarb. Schon 1821 wurden Burg und Hofgebäude abgebrochen, nach seinem Tod der Besitz geteilt und veräußert. Die Kirchenchronik aus dem Jahr 1858 berichtet, dass „die Freiherrliche Familie von Bellersheim hier in Muschenheim eine schöne Burg und ein Gut vom 324 Morgen nebst einem Hof besaß“. Die Muschenheimer Einwohner, die das Gut erwarben, wurden die „von Bellerheim’schen Gutskäufer“ genannt.
Der alte Gewannname Alteburg verweist auf das westlich von Muschenheim gelegene römische Kastell Arnsburg. Der Flurname sprechende burg (1354) bzw. sprechindinburg (1356) kann nicht zugeordnet werden.

## Baubeschreibung
Der sechs mal zehn Meter große rechteckige Gewölbekeller ist nicht mehr überbaut und verläuft leicht schräg zur Straße. Er liegt unter einem bewachsenen Hügel und befindet sich bis zur Hälfte der Raumhöhe im Boden. In der südwestlichen Raumecke führt ein 12-stufiger Treppenaufgang zu einem Portal ohne Türblatt, das mit Sandsteinquadern eingefasst ist und von einer Bruchsteinmauer eingerahmt wird. An der Nordseite (Straßenseite) des Kellers führen zwei kleine Lichtschächte im Gewölbe schräg nach oben ins Freie. Die quadratischen Öffnungen wurden in der Neuzeit durch Beton gesichert. Ein schräger Schacht an der Südseite sowie ein schräger Schacht an der Ostwand sind am Ausgang geschlossen. An der Westwand steigt ein kleinerer Schacht senkrecht nach oben und ist ebenfalls am Ausgang geschlossen. Unter dem westlichen Schacht über dem Boden etwas nach links versetzt befindet sich eine Nische. Eine weitere Nische liegt an der Westseite des Treppenaufgangs. Der Gewölbekeller ist aus geschichtlichen Gründen hessisches Kulturdenkmal.
Die ehemals mit der Wetter verbundenen Burggräben sind vollständig eingeebnet. 

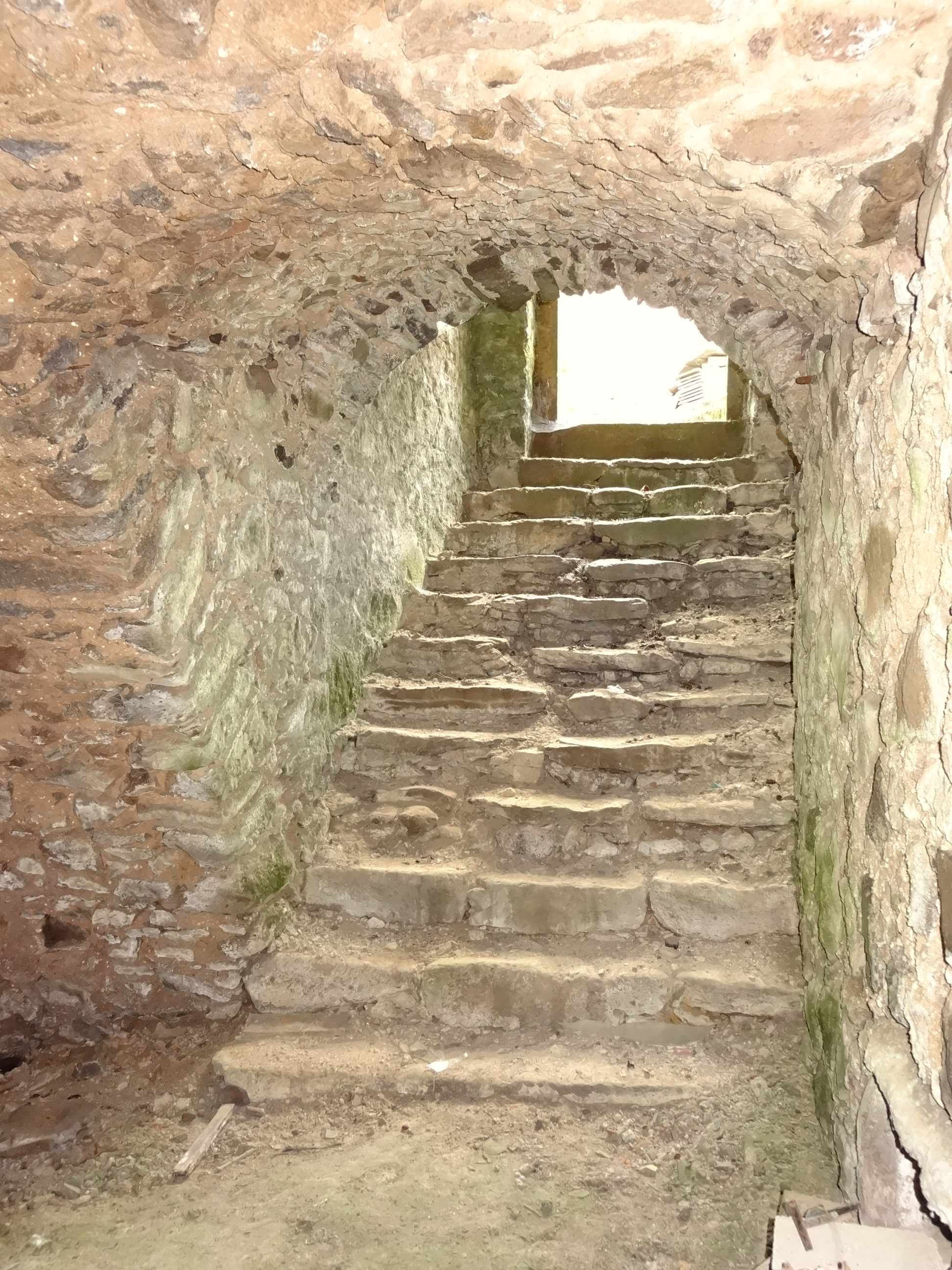
Treppe
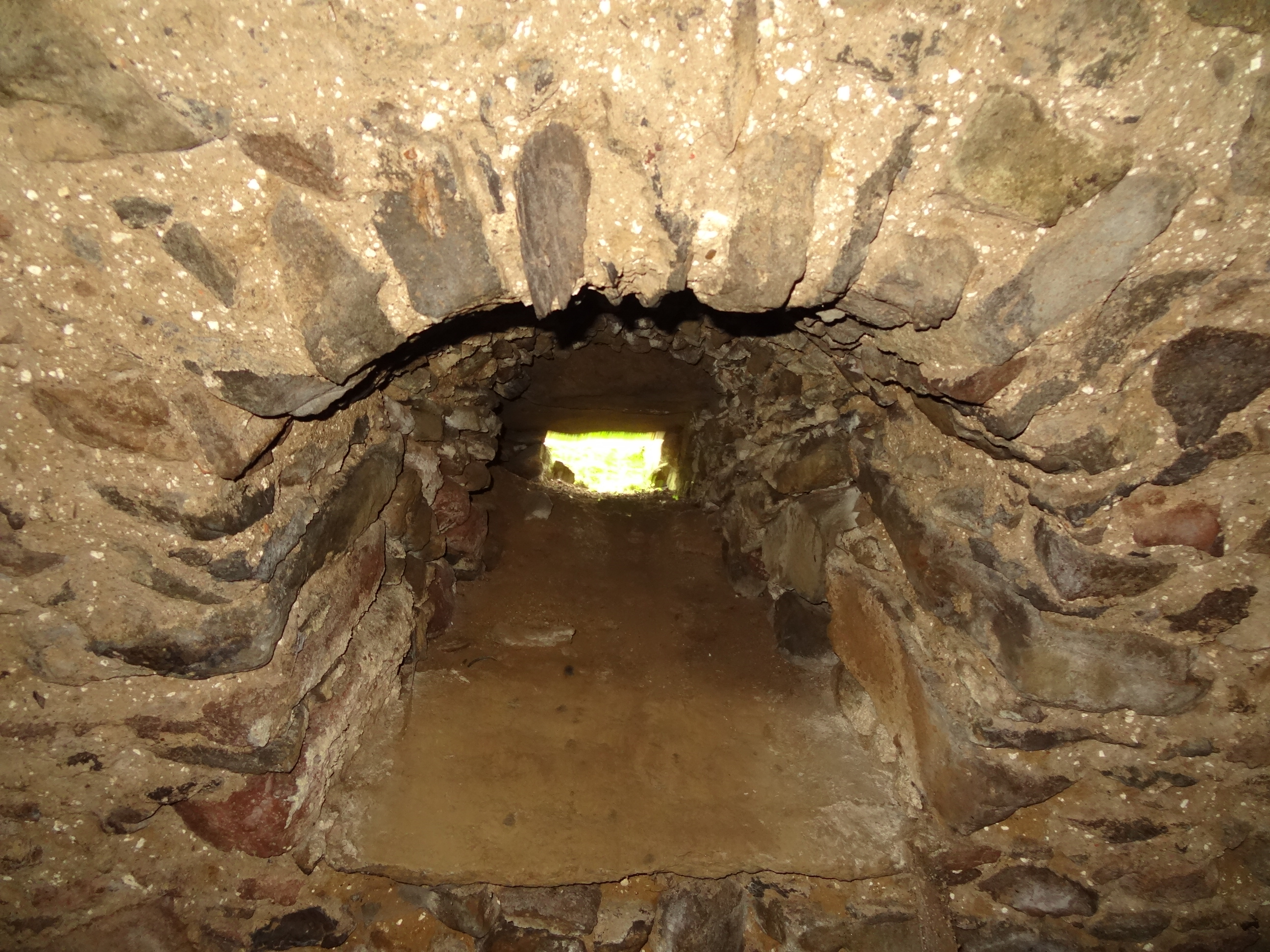
Nordöstlicher Schacht
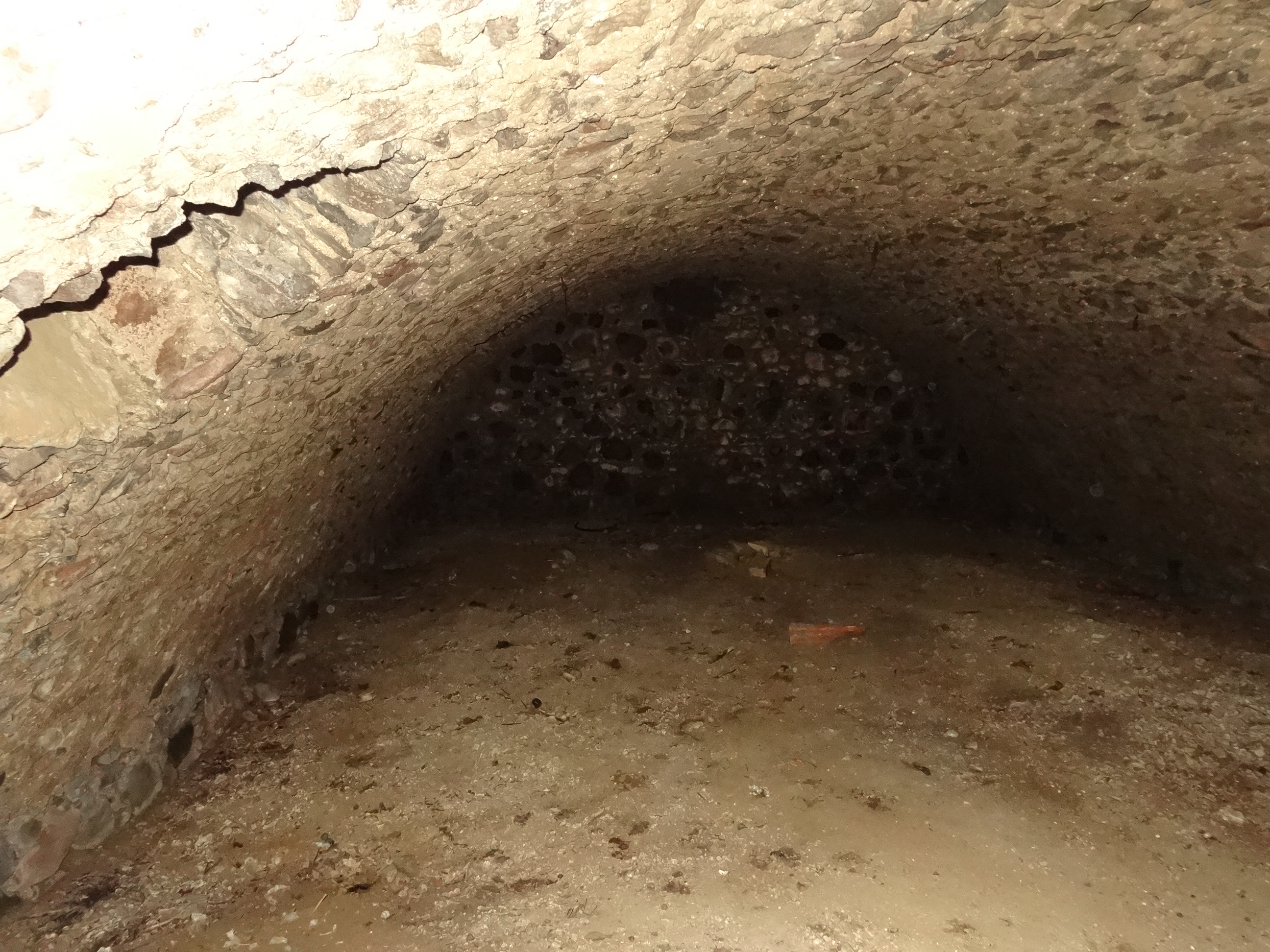
Blick nach Osten
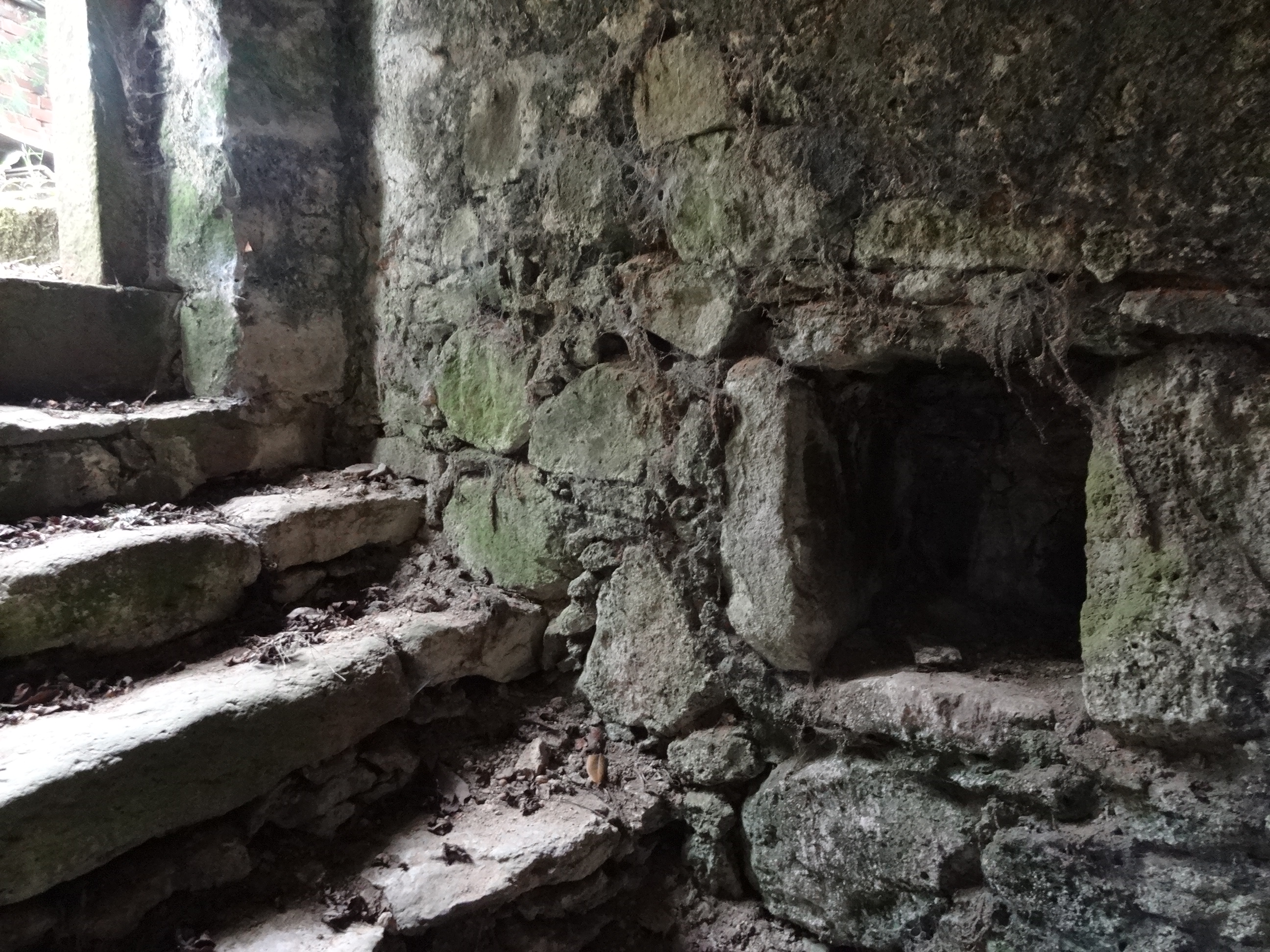
Nische

## Heutige Nutzung
Der Burgstallrest ist nicht erschlossen (Strom) und ungenutzt. Eine Besichtigung des in Privatbesitz befindlichen Gewölbes muss erfragt werden.